# Trujillo (staat)
Trujillo is een van de 23 deelstaten van Venezuela. Het heeft een oppervlakte van 7400 km² en kent 686.637 inwoners (2011). De hoofdstad van de deelstaat is de gelijknamige stad Trujillo.

## Gemeenten
Trujillo bestaat uit twintig gemeenten:
| Nr. | Gemeente                      | Inwoners | Hoofdplaats       | Inwoners |
| --- | ----------------------------- | -------- | ----------------- | -------- |
| 1   | Andrés Bello                  | 18.879   | Santa Isabel      | -        |
| 2   | Boconó                        | 100.240  | Boconó            | 100.240  |
| 3   | Bolívar                       | 19.879   | Sabana Grande     | -        |
| 4   | Candelaria                    | 36.058   | Chejendé          | 23.000   |
| 5   | Carache                       | 32.820   | Carache           | -        |
| 6   | Escuque                       | 31.881   | Escuque           | 17.617   |
| 7   | José Felipe Márquez Cañizales | 6.492    | El Paradero       | -        |
| 8   | Juan Vicente Campo Elías      | 5.959    | Campo Elías       | -        |
| 9   | La Ceiba                      | 26.301   | Santa Apolonia    | -        |
| 10  | Miranda                       | 29.445   | El Dividive       | 19.243   |
| 11  | Monte Carmelo                 | 16.174   | Monte Carmelo     | -        |
| 12  | Motatán                       | 20.162   | Motatán           | -        |
| 13  | Pampán                        | 56.142   | Pampán            | 56.142   |
| 14  | Pampanito                     | 31.666   | Pampanito         | -        |
| 15  | Rafael Rangel                 | 24.984   | Betijoque         | -        |
| 16  | San Rafael de Carvajal        | 58.863   | Carvajal          | -        |
| 17  | Sucre                         | 34.896   | Sabana de Mendoza | 34.869   |
| 18  | Trujillo                      | 60.473   | Trujillo          | -        |
| 19  | Urdaneta                      | 39.762   | La Quebrada       | -        |
| 20  | Valera                        | 145.795  | Valera            | -        |

| Detailkaart                                                                                                  |
| --- |
| Barinas Lara Mérida Portuguesa Zulia Meer van Mara- caibo 1 2 3 4 5 6 7 8 9 10 11 12 13 14 15 16 17 18 19 20 |
| Gemeenten |